# مركز بلدية نابلس الثقافي
مركز بلدية نابلس الثقافي أنشئ المركز في نهاية عام 2003 بمبادرة من عائلة السيد حمدي منكو وهو شخصية اعتبارية فلسطينية بالتعاون مع مؤسسة التعاون من منحة مالية قدمتها للبلدية لهذا الغرض. وتتمثل المساهمة النوعية لبلدية نابلس في قطعة الأرض التي تعود ملكيتها للبلدية. ويعتبر المركز من أهم انجازات بلدية نابلس من حيث التنوع في الأنشطة والفعاليات التي تسهم في تلبية احتياجات الأطفال والشباب في منطقة نابلس. ومن المتوقع أن يسهم المركز في تطوير وإثراء قدرات وطاقات شريحة هامة من المجتمع المحلي متمثلة بالأطفال والشباب حيث تضم أنشطة المركز النواحي الثقافية والاجتماعية والتعليمية والعلمية. فلا يخدم هذا المركز أبناء مدينة نابلس فقط، بل سيلبي احتياجات أكثر من 54 مجمعا سكنيا في المناطق المجاورة للمدينة.